# Chilocorus orbus
Chilocorus orbus – gatunek chrząszcza z rodziny biedronkowatych i podrodziny Coccinellinae. Występuje endemicznie na zachodzie Stanów Zjednoczonych.

## Taksonomia
Gatunek ten opisany został po raz pierwszy w 1899 roku przez Thomasa Lincolna Caseya na łamach „Journal of the New York Entomological Society”. Jako miejsce typowe wskazano Kalifornię.

## Morfologia
Chrząszcz o szeroko-owalnym, mocno wysklepionym ciele długości od 4 do 5,1 mm i szerokości od 3,3 do 4,5 mm. Zarys ciała jest z tyłu lekko zwężony. Wierzch ciała pozbawiony jest owłosienia, gładki, połyskujący, drobno, ale wyraźnie punktowany. Ubarwienie wierzchu ciała jest czarne z parą żółtych lub czerwonych plam na pokrywach umieszczonych przed środkiem ich długości. Spód głowy i tułowia jest czarny, odwłoka zaś żółty lub czerwony. Odróżnienie tego gatunku od C. fraternus możliwe jest tylko przy użyciu genitaliów samców. U C. orbus paramery mają po 103–159 długich szczecinek każda, a szczecinki na krawędzi wewnętrznej wchodzą na nasadową ich połowę.
Jaja są żółtawe, podługowatego kształtu, długości około 1 mm. Larwy mają podłużne ciało ubarwione szaro lub czarniawo i zaopatrzone w mięsiste kolce. Poczwarki są podłużne, czarniawo ubarwione, umieszczone w szarawym, kolczastym oskórku ostatniego stadium larwalnego.

## Ekologia i występowanie
Zarówno larwy, jak i owady dorosłe są drapieżnikami żerującymi głównie na czerwcach (kokcydofagia), ale także na mszycach i innych drobnych owadach o miękkim ciele. Na świat przychodzi kilka pokoleń w ciągu roku. Jaja składane są na roślinach zasiedlonych przez owady pokarmowe.
Owad nearktyczny, rozmieszczony wzdłuż pacyficznego wybrzeża Stanów Zjednoczonych, endemiczny dla tego kraju. Znany jest z zachodniego Waszyngtonu, zachodniego Oregon i Kalifornii.